# 大高氏
大高氏(だいこうし、おおたかし)は日本の氏族。

## 常陸国の大高氏
常陸国の大高氏は二流あり。ひとつは本姓を藤原氏とし那珂氏の庶流にあたる大高氏である。那珂郡大高邑より起こる。佐竹氏の家臣としても見え、天正の頃の人物として大高新左衛門の名が確認される。
いま一つは、多賀郡に古くから存する多賀国造の末裔という多賀郡手綱村より起こるという。石城直姓であるという。

### 幕末維新期に志士・義民として活動した大高氏
- 大高彦次郎 水戸藩士。先手同心組。諱は佑武。大津彦五郎に与して奉勅運動に関わり捕らわれる。文久2年(1862年)8月19日、水戸で獄死。享年24、靖国神社合祀[2]。
- 大高富蔵 久慈郡大沢村の百姓。諱は義則。組頭。天狗党に属し、捕えられる。慶応3年(1867年)4月29日、獄死。享年34。靖国神社合祀[3]。
- 大高要介 茨城郡阿波山村の百姓。天狗党に属し、西上するも捕えられる。慶応元年(1865年)2月15日、越前国敦賀にて斬首となる。享年22。靖国神社合祀[3]。